# Йосиф Волчанський
Йо́сиф Волча́нський (*д/н —†10 червня (25 червня) 1745) — український церковний діяч, ректор Києво-Могилянської академії; єпископ Мстиславський, Оршанський і Могильовський (30 грудня 1735 р. — 1 вересня 1742 р.); перший архієпископ Московський і Владимирський синодальної Російської Православної Церкви (1 вересня 1742 р. — 10 червня 1745 р.).

## Життєпис
Походив зі шляхетської родини. Брат І. Волчанського.
У 1710 р. закінчив повний курс Києво-Могилянської академії і залишився в ній викладачем. У 1710—1711 навчальному році — викладач класу граматики. З 1715 р. — префект і професор філософії. Його філософський курс «Загальна філософія, що охоплює перипатетичне вчення за розсудом глави філософів Арістотеля Стагірита, проілюстрована навчальними прикрасами й викладена шляхетному українському слухачеві у рідній православній Києво-Могилянській академії у 1717 і 1718 роках найкращим професором та на той час ординарним префектом шкіл вельмиповажним отцем Йосифом Волчанським» тепер зберігається в Інституті рукописів Національної бібліотеки України ім. В. І. Вернадського. Він свідчить про добру обізнаність автора у філософії античності, патристиці й схоластиці.
У 1721 р. згадується ігуменом Києво-Братського Богоявленського монастиря.
Протягом 1721—1727 рр. — ректор Києво-Могилянської академії, викладач богослов'я та архімандрит Київського Братського монастиря. Залишив богословський курс «Православна християнська теологія».
З 1727 р. — архімандрит Київського Пустинно-Миколаївського монастиря, у 1734 р. — єпископ Мстиславський, Оршанський і Могильовський, з 1742 р. — архієпископ (перший) Московський і Владимирський. Мав резиденцію в Донському монастирі.
З 18 березня 1743 року — член Святійшого Синоду.
У 1744 р. брав участь у виправленні слов'янського перекладу Біблії, що здійснювався в Москві переважно вихованцями КМА. Похований у Московському Чудівському монастирі.